# Diocesi di Tigimma
La diocesi di Tigimma (in latino Dioecesis Tigimmensis) è una sede soppressa e sede titolare della Chiesa cattolica.

## Storia
Tigimma, forse identificabile con Souk-El-Djemma, Djemâa nell'odierna Tunisia, è un'antica sede episcopale della provincia romana dell'Africa Proconsolare, suffraganea dell'arcidiocesi di Cartagine.
Sono tre i vescovi documentati di Tigimma. Alla conferenza di Cartagine del 411, che vide riuniti assieme i vescovi cattolici e donatisti dell'Africa romana, presero parte il cattolico Rogaziano e il donatista Vittoriano. Nabigio intervenne al concilio cartaginese antimonotelita del 646.
Dal 1933 Tigimma è annoverata tra le sedi vescovili titolari della Chiesa cattolica; dal 21 dicembre 2000 il vescovo titolare è Stanislaw Dowlaszewicz Billman, vescovo ausiliare di Santa Cruz de la Sierra.

## Cronotassi

### Vescovi
- Rogaziano † (menzionato nel 411)
  - Vittoriano † (menzionato nel 411) (vescovo donatista)
- Nabigio † (menzionato nel 646)

### Vescovi titolari
- Miguel Roca Cabanellas † (20 luglio 1966 - 22 aprile 1969 succeduto vescovo di Cartagena)
- Luciano Storero † (22 novembre 1969 - 1º ottobre 2000 deceduto)
- Stanislaw Dowlaszewicz Billman, O.F.M.Conv., dal 21 dicembre 2000